# 丘塔湖
丘塔湖（'Chiuta）是馬拉維和莫桑比克接壤邊界的淺水內流湖，位於奇爾瓦湖以北，兩者被一個沙脊分隔。丘塔湖的深度約3至4米，湖泊面積隨季節和降雨量而改變，約25至130平方公里。